# Roland Nadaus

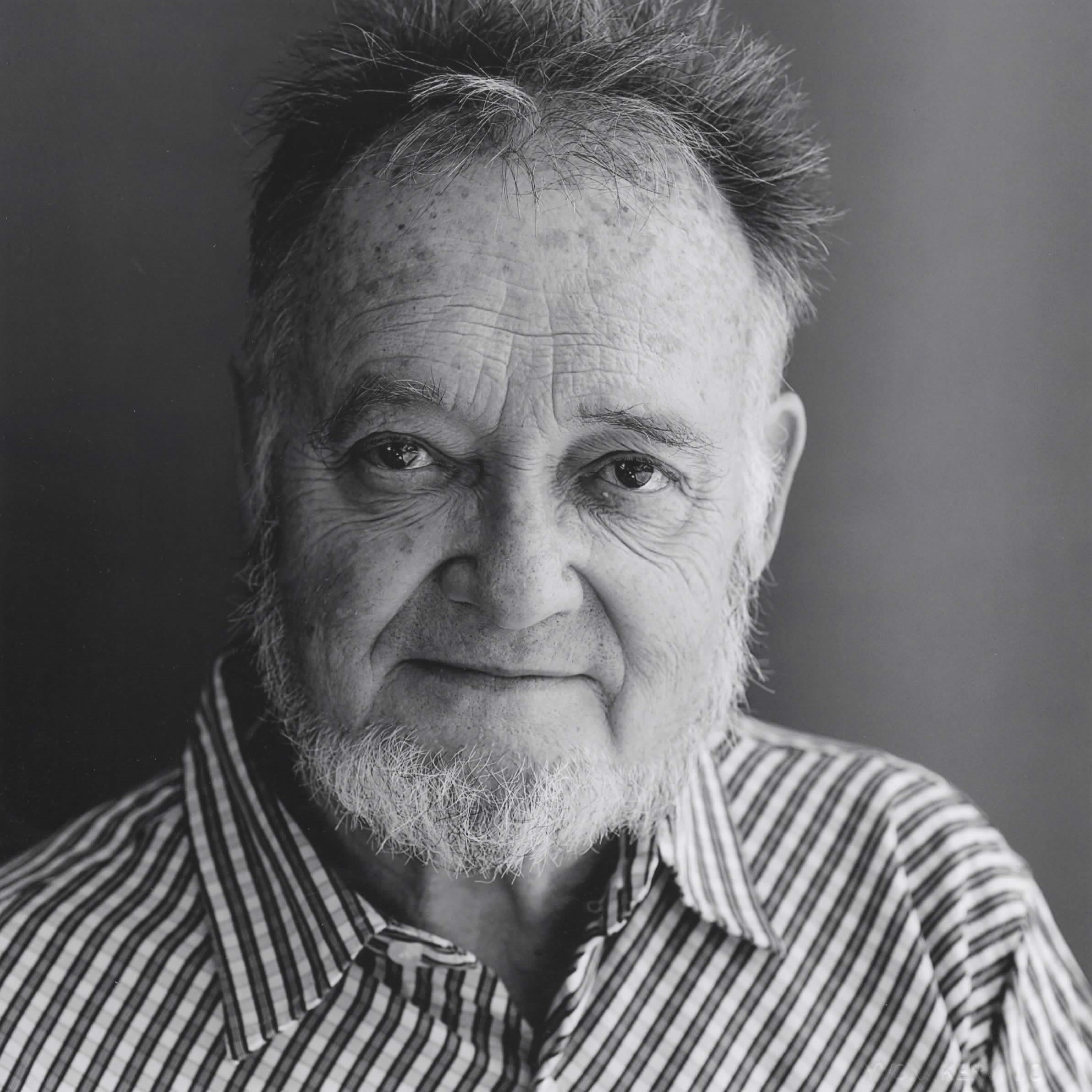
Roland Nadaus par Yvon Kervinio en 2017.

Roland Nadaus, né le 28 novembre 1945 à Paris, est l'auteur d'une soixantaine d'ouvrages. Poète, écrivain, pamphlétaire, conteur, parolier, romancier, il a aussi assumé plusieurs mandats de maire, de conseiller général du Canton de Montigny-le-Bretonneux,(Yvelines), et de président de la communauté urbaine (alors dénommée SAN, syndicat d'agglomération nouvelle). Il vit et travaille à Guyancourt et en Mayenne.

## Biographie

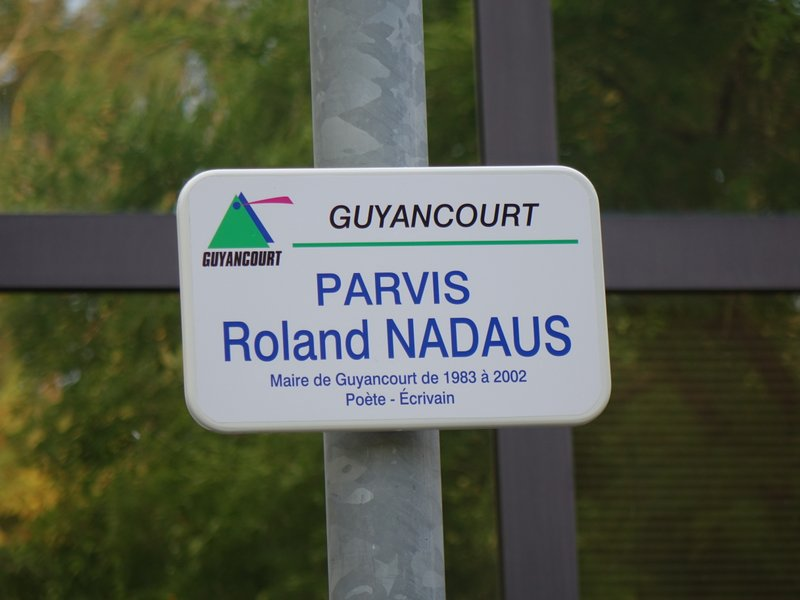
Parvis Roland-Nadaus à Guyancourt.

Roland Nadaus fut d'abord militant dans le domaine de l'enfance et au sein de partis politiques au Parti socialiste unifié puis au Parti socialiste où il fait partie au sein de la fédération des Yvelines du courant dirigé par Michel Rocard.
Il est devenu élu pour la première fois en 1977. Il ne s'est pas représenté aux élections municipale et cantonale en 2008.
En parallèle de cette vie publique il écrit de nombreux ouvrages littéraires, sous son nom ou sous pseudonyme.
Il est chevalier de la Légion d'honneur, chevalier de l'ordre national du Mérite, officier des Arts et Lettres, officier des Palmes académiques et titulaire de la médaille d'or de la Jeunesse et des Sports.

## Parcours politique
- 1977 : élu maire-adjoint de Guyancourt (chargé de l'enfance)
- 1983 : élu maire de Guyancourt (réélu en 1989, 1995 et 2001)
- 1983 : vice-président du Syndicat d'agglomération nouvelle de Saint-Quentin-en-Yvelines et, à ce titre, fondateur de la chaîne de télévision locale TV-FIL 78
- 1989 : Président du SAN de Saint-Quentin-en-Yvelines (réélu en 1995)
- 1995 : élu conseiller général des Yvelines, canton de Montigny-le-Bretonneux (réélu en 2001)
- 1998 : il passe volontairement le relais de la présidence de Saint-Quentin-en-Yvelines à Robert Cadalbert.[réf. nécessaire]
- 2001 : il  passe le relais de président du Groupe PS-apparentés au Conseil Général 78 à Claude Vuilliet.
- 2002 : il passe volontairement le relais de maire de Guyancourt à François Deligné.
- 2008 : il passe le relais du conseiller général  des Yvelines, canton des Yvelines à François Deligné sans savoir que son souhait se réalisera lors de l'élection cantonale qui eut lieu cette année.

Il a décidé de quitter la vie politique en 2008. Il ne se représente pas aux élections municipale et cantonale de mars 2008.

## Ouvrages

### Poésie
- Maison de paroles, Mercure de France, 1969
- A un clerc de Babel, Lieu Commun, 1972
- Monde tel, préface de Pierre Leyris, Pierre Jean Oswald, 1975
- 21 placards en forme de poing et de main, Fond de la ville, 1976
- Petites comptines pour un gros cochon, Le Dé Bleu, 1977
- Jours à la colle, La Surgeôlière, 1977
- Douze cocktails à servir pour réussir dans l'hexagonerie poétique (plus un treizième), Incandescence, 1978
- Pour un manifeste du réalyrisme..., 1978
- 39 prières pour le commun du temps, Jacques Brémond, 1979 Bocages, Les Lettres libres, 1985
- Écrits d'avant l'écriture, La Bartavelle Éditeur, 1991
- Premier cahier de préhistoire, Verso, 1991
- Je ne tutoie que Dieu et ma femme, Jacques Brémond, 1992
- Dictionnaire initiatique de l'orant, La Bartavelle Éditeur, 1993
- Lettre à Saint Glinglin, Jacques Brémond, 1995
- Esopiennes, fables en prose, La Bartavelle Éditeur, 1996
- 19 quintils pour finir le siècle ici (plus un pour survivre), Clapàs, 1997
- 365 petits quintils (plus 1 pour les années bissextiles), Jacques Brémond, 1997
- En cas d'urgence, quintils, Gros Textes, 1999
- Prières pour les jours ordinaires, Éditions de l'Atelier, 1999
- Le chat (du Chester) d'Alice, Alain Benoît, 1999
- Tableaux d'une exposition de Modest M., La Bartavelle Éditeur, 2000
- Giai Miniet / Nadaus, Del Arco, 2000
- Qu'la Commune n’est pas morte, Encres vives, 2001
- Nadaus / Giai-Miniet, Éd. Ça presse, 2001
- Le sentiment du pas grand-chose, Clapàs, 2002
- Dieu en miettes, La porte, 2002
- Con d’homme et autres jeux de langue d’ô, Revue Ficelle, 2002, illustrations de Jean-Marc Scanreigh
- Vivre quand même parce que c’est comme ça (anthologie par J.Fournier), couverture de Ben-Ami Koller, Le Dé Bleu, 2004. Réédition en 2012 avec une couverture de Marc Giai-Miniet, éditions Gros Textes
- Guérir par les mots (Poèmes médicaux médicinaux et pharmaceutiques), Cadex, 2004
- Les Noms de la Ville (poèmes journalistiques), Soleil Natal, 2007
- Les grandes inventions de la préhistoire, photographies de Magali Lambert, Corps-Puce éditeur, 2008
- Prières d'un recommençant, Éditions de l'Atlantique, 2009
- La pieuvre qui faisait bouger la mer / Les escargots sont des héros, illustré par Sophie Clothilde, SOC & FOC, 2009
- Un cadastre d'enfance - et quelques-unes de ses parcelles, Éditions Henry, 2012
- Sonnet du masque à gaz, sur une gravure de Marc Giai-Miniet, tirage limité à 30 exemplaires, Éditions du Nain qui tousse
- D'un bocage, l'autre, Éditions Henry, 2014
- Égoutiez la parole, sur une gravure de Marc Giai-Miniet, Éd. Le nain qui tousse, 2017. 30 ex. numérotés
- Regards sur l'Enfant-Jésus, d'après l’œuvre d'Olivier Messiaen, Éditions Olivétan, 2018
- Petits poèmes chewing-gums, en typographie à l’ancienne, Atelier de Groutel (Jacques Renou typographe), 55 ex. numérotés
- Le miroir amnésique, Éditions Henry, 2020
- "L'amour ça brûle, mais ça illumine", avec 57 photos de la Bretagne religieuse par Yvon Kervinio (L'Aventure Carto 2022)

### Romans, pamphlets et autres
- Journal-vrac, Rupture 1981
- Malamavie, Rupture 1982
- Papaclodo, Rupture 1982
- Lettre aux derniers mohicans de la République, Jacques Brémond, 1992
- Dictionnaire du jargot des cibistes, Lacour, 1997
- K.K. Boudin 1er, roi d'Etronie, La Bartavelle, 1997
- L'homme que tuèrent les mouches, Gaïa, 1996
- Le regard du chien, Gaïa, 1997
- Le cimetière des sans-nom, Gaïa, 1999
- On meurt même au Sénat, Nykta, 1999
- Je ne veux pas mourir yanki, Les Cahiers bleus, 2000
- La Guerre des Taupes, Les Promeneurs Solitaires éd., 2007
- Devine d'où je t'écris, fablépîtres, Thomas Ragage éd., 2007
- Confessions d'un whiskymane français, nouvelles, Éd. Monde Global, 2008
- Pour le réalyrisme, Corps-Puce, 2011, avec préface de l'auteur et postface de l’éditeur
- Les Anonymes de l’Évangile, Éditions du Signe, 2011

### Contes et chansons
- Contenrêves, Didascol 1980
- Contahue, Les Francas 1982
- Contadia, Les Francas 1982
- Tortue et la caverne, Utovie 1986
- Mélodine et Amuselle, Armand Colin 1981
- LoupGouloup et la lune, Bayard presse, 2002 et 2007 et 2009 et 2014 et 2018
- Dans l'oreille du géant, illustrations de Clotilde Perrin, L'Atelier du poisson soluble, 2002
- La pieuvre qui faisait bouger la mer, Soc et Foc éd., 2009
- Les escargots sont des héros, Soc et Foc éd., 2009

### Anthologies
Roland Nadaus figure dans plusieurs anthologies parmi lesquelles:
- Poésies de langue française, Seghers
- Les Riverains du feu, Le Nouvel Athanor
- Sillons, Sillages, Soc et Foc
- Et si le rouge n'existait pas ?, Le Temps des Cerises
- Pour Haïti, éd. Desnel
- Attention, travail !, L’Harmattan
- Haïti, Haïcris, Corps-Puce
- Nous, la multitude, Le Temps des Cerises
- D'infinis paysages, Cairns
- EnfanSillages, Bacchanales
- Enfances, Cairns
- Les Voix du poème, Cairns
- Les Âges de l'homme, Cairns
- Poésie de langue française, Cherche Midi

## Prix
- Prix International de Poésie Antonio Viccaro décerné lors du Marché de la poésie de Paris (2007) en association avec le Festival International de la Poésie de Trois-Rivières (Québec)
- Prix Gustave Gasser de l'Académie de Bourgogne, décerné en bouteilles de vin, pour « Je ne tutoie que dieu et ma femme ».
- Grand Prix (biannuel) de l'Académie des Sciences morales, des Arts et des Lettres de Versailles et d'Ile-de-France, 2009, "pour l'ensemble de son œuvre".

## Hommage
Le mardi 20 septembre 2016, le parvis de l'hôtel de ville de Guyancourt est officiellement dénommé "Parvis Roland Nadaus".